# Lighthouse (canção de Nicky Romero)
Lighthouse é uma canção do DJ e produtor holandês Nicky Romero. Lançada em 9 de Junho de 2015 pela Protocol Recordings, a canção faz parte da trilogia musical de Romero, intitulada, "Nicky Romero Trilogy", que acompanha três canções em torno de uma história, dividida em três partes, sendo Lighthouse, a primeira. A canção ainda possui composição e vocais de Daniel Shah e Tonino Speciale.

## Videoclipe
Acompanhado de sua jornada musical "Nicky Romero Trilogy", um enredo visual foi criado através de uma trilogia de videoclipes. A primeira parte, Lighthouse, foi lançada em 13 de Novembro de 2015, e conta a história de Jon. Jon é um senhor de meia idade que vive em um asilo por muito tempo, ele necessita de uma cadeira de rodas para se locomover; seus dias são sempre iguais e ninguém o dá atenção.
A única exceção na vida monótona de Jon é Eve, uma jovem enfermeira que percebeu o quanto ele havia perdido o brilho nos seus olhos. Ela tenta animá-lo com pequenos gestos durante o dia. Eles se tornam amigos e ela percebe que Jon tem uma foto de um farol – o único objeto pessoal que Jon guarda com muito apreço e carinho. Ela não entende o significado que essa foto tem para ele mas decide surpreendê-lo, Eve não tinha a menor ideia de quantas memórias dolorosas ela estava prestes a despertar em Jon.
Dirigido pelo aclamado cineasta David McDonald, em colaboração com Mad Ruk Entertainment.

## Faixas
- Lighthouse[5][6]

1. "Lighthouse" (Radio Edit) - 3:06
2. "Lighthouse" (Original Mix) - 4:38

## Paradas
| Parada (2015)                  | Posição |
| ------------------------------ | ------- |
| Bélgica (Ultratop 50 Flandres) | 38      |